# Just Rambling Along
Just Rambling Along er en amerikansk stumfilm fra 1918 af Hal Roach.

## Medvirkende
- Stan Laurel
- Clarine Seymour
- Noah Young
- James Parrott
- Bud Jamison